# Nemiri
Nemiri ili neredi, izraz kojim se opisuje masovno iskazivanje nezadovoljstva kroz nasilje usmjereno protiv osoba ili imovine (vandalizam). Karakteristika nemira je njihova spontanost, neorganiziranost te mentalitet krda kod njihovih sudionika.
Uzroci nereda mogu biti različiti: od nedostatka hrane i osnovnih namirnica, nezadovoljstva životnim uvjetima, visokim porezima, sukoba sa suparničkom etničkom ili vjerskom supinom pa sve do ishoda ili toka nekog športskog događaja. Ovisno o motivima ili okolnostima, mete nasilja prilikom nereda mogu biti bilo simboličke (policajci kao oličenje vlasti, spomenici ili državne institucije), bilo stvarne (suparnički navijači, pripadnici suparničke etničke i vjerske skupine, odnosno njihova imovina). 
Neredi modu predstavljati ozbiljne probleme za države ili službe koje su zadužene za javnu sigurnost (policija), što je posebno došlo do izražaja u 20. stoljeću kada nastojanje da se neredi što odlučnije spriječe, suzbiju ili ograniče valja pomiriti s nastojanjem da se izbjegne dalja eskalacija nasilja ili negativne posljedice zbog prekomjerne uporabe nasilja. Policija je u tu svrhu razvila taktike čija je glavna odlika razbijanje sudionika nereda u manje skupine, odnosno rabi tehnologije kao što su suzavac, vodeni topovi, gumeni metci i sl. Neredi predstavljaju i rizik za organizatore mirnih prosvjeda, s obzirom na to da ih izbijanje nasilja može politički i moralno kompromitirati u očima javnosti.
Nemiri se najčešće dijele na sljedeće vrste:
- nemiri zbog nedostatka hrane;
- vjerski, etnički ili rasni nemiri;
- studentski nemiri
- zatvorski nemiri, također poznati i kao zatvorske pobune
- sportski neredi (huliganstvo)

## Povezani clanci
- Pobuna
- Revolucija
- Pogrom
- Linč
- Suzbijanje nereda

## Vanjske poveznice
- Revolution '67 Documentary about the Newark, New Jersey race riots of 1967, engl. Arhivirana inačica izvorne stranice od 3. rujna 2009. (Wayback Machine)
- Anthropologie du présent (franc.)